# Mountazer al-Zaïdi
Mountazer al-Zaïdi (en arabe : منتظر الزيدي, Muntaẓar az-Zaydī), né le 15 janvier ou le 12 décembre 1979, est un journaliste irakien, correspondant depuis 2005 d'Al-Baghdadia TV (en), une chaine de télévision satellitaire irakienne indépendante, basée au Caire en Égypte. 
Il s'est rendu mondialement célèbre en lançant ses deux chaussures en direction du président George W. Bush lors d'une conférence de presse à Bagdad en décembre 2008, action pour laquelle il a été condamné à trois ans de prison en mars 2009, peine réduite à un an en appel. Il a été remis en liberté le 15 septembre 2009.
Il est ensuite candidat aux élections législatives irakiennes de 2018, sur la liste de Moqtada al-Sadr et du Parti communiste irakien.

## Enlèvement en 2007
Le 16 novembre 2007, Mountazer al-Zaïdi est enlevé par des inconnus à Bagdad. Il est relâché trois jours plus tard sans qu'aucune rançon ne soit demandée par les ravisseurs. Reporters sans frontières avait suivi cette affaire et annoncé sa libération.

## Lancer de chaussures contre George W. Bush en 2008

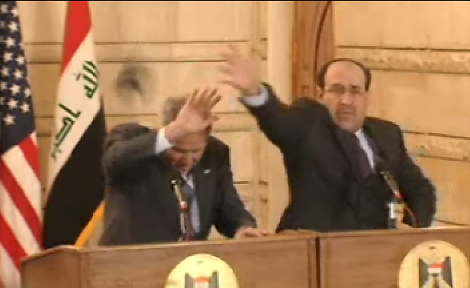
Le président Bush et le Premier ministre al-Maliki, tentent d'empêcher que la deuxième chaussure n'atteigne sa cible.

Au cours d'une conférence de presse du président américain George W. Bush et du premier ministre irakien, au palais du premier ministre irakien à Bagdad le 14 décembre 2008, Mountazer al-Zaïdi jette ses deux chaussures sur le président américain situé à quelques mètres, sans l'atteindre, et l'insulte en criant « C'est le baiser de l'adieu au nom du peuple irakien, espèce de chien ! » puis « C'est pour les veuves et les orphelins et tous ceux tués en Irak ! » George Bush esquive la première chaussure et le premier ministre irakien Nouri al-Maliki esquisse un geste de protection du président américain qui n'est pas touché sur le second lancer. Le journaliste est ensuite évacué de force par les services de sécurité irakiens et américains, en criant à l'adresse de George W. Bush :  « Vous êtes responsable de la mort de milliers d'Irakiens ! »

### Réaction de George W. Bush
Le président américain a d'abord souri, puis a repris un visage sérieux en voyant le nombre d'agents mobilisés. Des journalistes irakiens se sont levés pour s'excuser auprès du président américain. « Ne vous inquiétez pas. Merci de vous excuser au nom du peuple irakien. Cela ne m'a pas dérangé. Et si vous voulez tout savoir, c'était une chaussure de taille 10 (44 en taille française) », a plaisanté Bush. Interrogé ensuite par un journaliste américain, George W. Bush assure qu'il n'avait « pas ressenti la moindre menace ». « Et alors, cet homme a jeté une chaussure sur moi ? C'est une manière d'attirer l'attention », ajoute-t-il.

### Arrestation
Selon le frère de al-Zaidi, les services de sécurité américains lui ont cassé un bras et des côtes et lui ont laissé des blessures ouvertes au visage et à la jambe. Après son arrestation, et toujours selon sa famille, il aurait été torturé durant trente-six heures à coups de barre de fer et de décharges électriques. Après sa libération, al-Zaidi a affirmé qu'il avait bel et bien été torturé.

### Médiatisation
L'incident filmé est diffusé sur les principaux médias du monde et plusieurs manifestations de soutien au journaliste ont eu lieu en Irak. Son sort est suivi avec intérêt dans toute la région du Proche-Orient et l'Assemblée nationale jordanienne observe une minute de silence en solidarité.
La chaîne irakienne pour laquelle travaille le journaliste réclame sa libération au nom de la démocratie et de la liberté d'expression promises par les Américains et le nouveau régime :

« N'importe quelle mesure prise contre lui rappellerait ce qui se passait sous la dictature de Saddam Hussein : la violence, les arrestations arbitraires et le temps des fosses communes. Nous demandons à nos confrères des autres médias de nous soutenir en réclamant sa libération. »

Des jeux vidéo reproduisant l'incident et donnant au joueur le rôle du lanceur sont mis en ligne. Le jeu en Adobe Flash intitulé Sock and Awe! est mis en ligne le 16 décembre, puis est vendu sur eBay pour 5215 livres sterling le 18 décembre.

### Procès
Le procès de al-Zaidi s'est ouvert le 18 février 2009, devant le Tribunal pénal central de Bagdad mais été rapidement ajourné au 12 mars suivant. Le journaliste encourait une peine de cinq à quinze ans de prison pour insulte à un chef d'État étranger. Le 12 mars, il était condamné à trois ans de prison,, une peine ramenée début avril 2009 par la haute cour irakienne à un an ferme, les juges justifiant leur clémence par le casier judiciaire vide de l'accusé. Il est ensuite libéré de manière anticipée trois mois avant de purger totalement sa peine, pour « bonne conduite ».

## Exil
Estimant ne plus pouvoir exercer son métier en Irak et risquer de graves représailles, al-Zaidi aurait eu l'intention de demander l'asile politique en Suisse, selon son avocat genevois, Mauro Poggia. Le frère du journaliste a ensuite nié tout mandat confié à l'avocat, ainsi que l'intention de Mountazer al-Zaïdi de demander l'asile, réaction que l'avocat place sur le compte de pressions subies par la famille.
Il s'exile finalement au Liban où il vit encore. Il est actuellement marié et père d'une fille.
Il affirme par ailleurs refuser de rencontrer George Bush, déclarant ne souhaiter le revoir que dans le cadre d'un éventuel procès à la Cour pénale internationale.

## Élections législatives de 2018
Il est candidat aux élections législatives irakiennes de 2018, sur la liste de l'Alliance des révolutionnaires réformistes de Moqtada al-Sadr et du Parti communiste irakien qu'il présente comme « une liste indépendante qui veut casser les reins au confessionnalisme ». Il est finalement battu.
Au sujet de son lancer de chaussures, il déclare qu'il « ne regrette pas [son] acte, au contraire ce que [qu'il] regrette c’est de n'avoir pas eu à ce moment-là une autre paire de chaussures ». Il réclame par ailleurs le retrait des forces américaines, qu'il accuse d'avoir « favorisé » l'organisation terroriste Daech.

## Anecdote
Plusieurs chanteurs amateurs arabes ou professionnels ont consacré des chants en l'honneur de Mountazer al-Zaïdi. En effet, le nom de Mountazer et qui signifie littéralement « le vainqueur », leur a donné une inspiration particulièrement remarquable.
Les rappeurs français Soprano, HK et Kery James lui font aussi référence, respectivement dans les chansons Hiro, Balance ta babouche et Le retour du rap français.